# Ilija Mitrović
Ilija Mitrović odnosno Ilija Mitrović Janković (? - 1693.) je bio hrvatski uskok iz obitelji Mitrovića. Sin je sjevernodalmatinskog serdara i mletačkog kavalijera Janka Mitrovića, brat Stojana i Zaviše. Imao je i jednu sestru. Premda su poznatiji kao Janković, prezimenom nije Janković nego Mitrović. U devedeset posto mletačkih dokumenata prezime poznatijeg brata Stojana piše se prezime Mitrović, a ne Janković, što mu je po ocu.
Ilija je bio najstariji od braće. Borio se protiv Turaka, no nije se podavao mletačkom zapovijedanju i nikako ga nisu uklopili u svoj vojno-upravni sustav. I za mirnih vremena pravio je probleme Osmanlijama i time neizravno Mlečanima. U doba mira odmetnuo se i napadao krajeve pod osmanskom vlašću. Nakon što Osmanlije nisu uspjeli u opsadi Beča, jeseni 1684. digao je ustanak protiv Turaka u Dalmaciji. Sa svojim je četama vodio pohode na Liku i Bosnu. Skončao je od Mlečana, koji su ga otrovali 1693. godine.
Stojanu i Iliji mletački je dužd Alviso II. Mocenigo dodijelio naslov grofa ("conte") 20. kolovoza 1705. za vojničke zasluge i vrline.